# Aartsbisdom Jalapa
Het aartsbisdom Jalapa (Latijn: Archidioecesis Ialapensis) is een rooms-katholiek aartsbisdom met als zetel Xalapa, hoofdstad van de Mexicaanse deelstaat Veracruz de Ignacio de la Llave. De aartsbisschop van Jalapa is metropoliet van de kerkprovincie Jalapa, waartoe ook de volgende suffragane bisdommen behoren:
- Coatzacoalcos
- Córdoba
- Orizaba
- Papantla
- San Andrés Tuxtla
- Tuxpan
- Veracruz

## Geschiedenis
Het aartsbisdom werd opgericht op 19 maart 1863, als het bisdom Veracruz-Jalapa, uit delen van de bisdommen Antequera en Tlaxcala, en was suffragaan aan het aartsbisdom México. Op 29 juni 1951 werd het verheven tot metropolitaan aartsbisdom. Op 9 juni 1962 veranderde het van naam naar aartsbisdom Jalapa. 

## Parochies
Het aartsbisdom had in 2021 een oppervlakte van 6.137 km2 en telde 1.492.713 inwoners waarvan 95,4% rooms-katholiek was.

## Ordinarii

### Bisschoppen
- Francisco de Paula Suárez Peredo y Bezares (19 maart 1863 - 26 januari 1870)
- José María Mora y Daza (21 maart 1870 - 13 november 1884)
- José Ignacio Suárez Peredo y Bezares (17 maart 1887 - 26 maart 1894)
- Joaquín Acadio Pagaza y Ordóñez (18 maart 1895 - 11 september 1918)
- Raphael Guizar Valencia (1 augustus 1919 - 6 juni 1938; later heilig verklaard)

### Aartsbisschoppen
- Manuel Pío López Estrada (11 oktober 1939 - 18 april 1968)
- Emilio Abascal y Salmerón (18 april 1968 - 12 maart 1979)
- Sergio Obeso Rivera (12 maart 1979 - 10 april 2007; coadjutor sinds 15 januari 1974)
- Hipólito Reyes Larios (10 april 2007 - 8 augustus 2021)
  - José Rafael Palma Capetillo (hulpbisschop: 28 april 2016 - heden)
  - José Trinidad Zapata Ortiz (apostolisch administrator: 13 augustus 2021 - 8 februari 2022)
- Jorge Carlos Patrón Wong (8 december 2021 - heden)

Jalapa (aartsbisdom) · Coatzacoalcos · Córdoba · Orizaba · Papantla · San Andrés Tuxtla · Tuxpan · Veracruz